# Lies (canção de Thompson Twins)
"Lies" é uma música de 1982 da banda britânica Thompson Twins. Foi lançada como o primeiro single do álbum Quick Step and Side Kick (Side Kicks nos EUA), e alcançou a posição #67 no UK singles chart. O single foi melhor nos Estados Unidos, onde alcançou a posição #30 no Billboard Hot 100 na primavera de 1983. Junto com o lado B "Beach Culture", "Lies" também ficou duas semanas em #1 no American dance chart em janeiro de 1983, tornando-se o segundo número #1 nessa parada ("In the Name of Love" ficou cinco semanas no topo dessa parada em 1982).

## Performance nas paradas
| Parada (1982–1983)                   | - Melhor - posição |
| ------------------------------------ | ------------------ |
| Australia (Kent Music Report)        | 27                 |
| Nova Zelândia (Recorded Music NZ)    | 6                  |
| Reino Unido (UK Singles Chart)       | 67                 |
| Estados Unidos (Billboard Hot 100)   | 30                 |
| US Dance/Club Play Songs (Billboard) | 1                  |
| US Cash Box Top 100                  | 31                 |